# Pergalumna kotschyi
Pergalumna kotschyi är en kvalsterart som beskrevs av Sandór Mahunka 1989. Pergalumna kotschyi ingår i släktet Pergalumna och familjen Galumnidae. Inga underarter finns listade i Catalogue of Life.